# 乔什·麦克罗伯茨
乔舒亚·斯科特·麥克羅伯茨（英語：Joshua Scott McRoberts，1987年2月28日—），美国职业篮球运动员，惯用左手，身高6尺10寸，体重240磅，司职大前锋。在2007年NBA选秀第二轮第37顺位被波特兰开拓者摘得。